# Sadie Sink
Sadie Elizabeth Sink (Brenham, 16 aprile 2002) è un'attrice statunitense.
Considerata una delle migliori attrici della sua generazione, è nota soprattutto per il ruolo di Maxine "Max" Mayfield nella serie televisiva di Netflix Stranger Things (2017-), per l'interpretazione di Christine "Ziggy" Berman nelle pellicole horror Fear Street Parte 2: 1978 (2021) e Fear Street Parte 3: 1666 (2021) e per quella di Ellie nella pellicola drammatica The Whale (2022). Nel 2025 ha ricevuto la sua prima candidatura al Tony Award come miglior attrice protagonista in un'opera teatrale per la sua interpretazione a Broadway in John Proctor is the Villain.

## Biografia
Sadie Sink è nata a Brenham, in Texas. Suo padre è un allenatore di rugby e sua madre un'insegnante di matematica. Ha tre fratelli maggiori e una sorella minore. Al contrario della sua famiglia che era orientata allo sport, si interessò sin da piccola alle arti dello spettacolo. Ha iniziato a recitare in un teatro di comunità vicino a Houston, iniziando con una produzione di The Best Christmas Pageant Ever all'età di sette anni. Ha in seguito fatto un provino e ottenuto la parte del ruolo principale in una produzione teatrale locale di Il giardino segreto. Dopo questa esperienza, decide di intraprendere ulteriormente la carriera di attrice.

### Carriera
Si è esibita in spettacoli teatrali al Theatre Under the Stars di Houston durante la stagione 2011-2012, tra cui le produzioni musicali di White Christmas e il ruolo da protagonista nel revival di Annie a Broadway. Nel 2013 fa il suo debutto televisivo in un episodio della serie The Americans. L'anno seguente ha un piccolo ruolo nella serie Blue Bloods. Nel 2015 interpreta Suzanne Ballard nella serie thriller American Odyssey ed ha interpretato una giovane Regina Elisabetta II, al fianco di Helen Mirren, nella produzione teatrale di Broadway The Audience. Nel 2016 interpreta Kimberly nel film sportivo The Bleeder - La storia del vero Rocky Balboa ed appare in un episodio della sitcom Unbreakable Kimmy Schmidt. L'anno seguente interpreta la giovane Lori Walls nella pellicola biografica Il castello di vetro.
Sempre nel 2017 prende parte all'acclamata serie televisiva di Netflix Stranger Things, vestendo i panni di Maxine "Max" Mayfield, a partire dalla seconda stagione. Grazie a questo ruolo ottiene il successo internazionale, ricevendo due candidature ai Screen Actors Guild Award come miglior cast in una serie drammatica. La sua performance nella quarta stagione della serie viene particolarmente apprezzata dalla critica. Nel 2018 collabora assieme a Rooney Mara, Sia, Joaquin Phoenix e Kat von D alla narrazione di Dominion, un documentario australiano sui diritti degli animali. Ha inoltre sfilato in passerella alla Paris Fashion Week, debuttando come modella all'età di 15 anni. Lo stesso anno la rivista The Hollywood Reporter la inserisce nella lista delle "30 migliori celebrità sotto i 18 anni", mentre Variety la inserisce nella "Young Hollywood Up Next Report". L'anno seguente ha un ruolo secondario nel film horror Eli.
Nel 2021 interpreta il ruolo principale di Christine "Ziggy" Berman nella trilogia horror di Fear Street, apparendo in Fear Street Parte 2: 1978 e Fear Street Parte 3: 1666. Grazie a questo ruolo riceve gli elogi da parte della critica. Lo stesso anno recita al fianco di Dylan O'Brien nel cortometraggio All Too Well: The Short Film, diretto da Taylor Swift. Nel 2022 è protagonista della pellicola drammatica Dear Zoe. Lo stesso anno recita al fianco di Brendan Fraser nella pellicola The Whale, diretta da Darren Aronofsky. Il film viene presentato in anteprima mondiale alla 79ª Mostra internazionale d'arte cinematografica di Venezia, dove riceve una standing ovation di sei minuti. Grazie a questo ruolo ottiene una candidatura ai Critics' Choice Awards come miglior giovane interprete.

## Vita privata
Nel 2015 è diventata vegetariana e l'anno seguente vegana dopo che il collega Woody Harrelson sul set de Il castello di vetro, l'ha convinta. Si descrive come una vegana appassionata.

## Filmografia

### Attrice

#### Cinema
- The Bleeder - La storia del vero Rocky Balboa (The Bleeder), regia di Philippe Falardeau (2016)
- Il castello di vetro (The Glass Castle), regia di Destin Daniel Cretton (2017)
- Eli, regia di Ciarán Foy (2019)
- Fear Street Parte 2: 1978 (Fear Street Part Two: 1978), regia di Leigh Janiak (2021)
- Fear Street Parte 3: 1666 (Fear Street Part Three: 1666), regia di Leigh Janiak (2021)
- Dear Zoe, regia di Gren Wells (2022)
- The Whale, regia di Darren Aronofsky (2022)
- Berlin Nobody (A Sacrifice), regia di Jordan Scott (2024)
- O'Dessa, regia di Geremy Jasper (2025)
- Spider-Man: Brand New Day, regia di Destin Daniel Cretton (2026)[33]

#### Televisione
- The Americans – serie TV, episodio 1×08 (2013)
- Blue Bloods – serie TV, episodio 4×16 (2014)
- American Odyssey – serie TV, 11 episodi (2015)
- Unbreakable Kimmy Schmidt – serie TV, episodio 2×12 (2016)
- Stranger Things – serie TV, 26 episodi (2017-2022)

#### Cortometraggi
- All Too Well: The Short Film, regia di Taylor Swift (2021)

## Teatro
- White Christmas, Theater Under the Stars di Houston (2011)
- Annie, Theater Under the Stars di Houston (2012)
- Annie, Palace Theatre di Broadway (2012-2014)
- The Audience, Gerald Schoenfeld Theatre di Brodway (2015)
- John Proctor is the Villain, Booth Theatre di Broadway (2025)

## Discografia

### Colonne sonore
- 2025 – O'Dessa

### Singoli
- 2025 – The Song (Love Is All)

## Doppiatrici italiane
Nelle versioni in italiano delle opere in cui ha recitato, Sadie Sink è stata doppiata da:
- Vittoria Bartolomei in American Odyssey, Stranger Things, Eli, Fear Street Parte 2: 1978, Fear Street Parte 3: 1666
- Emanuela Ionica in The Whale, O'Dessa
- Lucrezia Marricchi in Berlin Nobody

## Riconoscimenti
- Tony Award
  - 2025 – Candidatura per la miglior attrice protagonista in un'opera teatrale per John Proctor is the Villain[34]